# Bockmer End
Bockmer End – osada w Anglii, w hrabstwie Buckinghamshire, w dystrykcie (unitary authority) Buckinghamshire. Leży 49 km na zachód od centrum Londynu.